# Islændinge
Islændinge er den nationale eller etniske gruppe på Island, der primært nedstammer fra norrøne i Skandinavien og keltere fra Irland og Skotland. Historiske og DNA-optegnelse indikerer at 60 til 80 procent af nybyggerne i landnamstiden var af nordisk oprindelse (primært fra Vestnorge) og resten af keltisk oprindelse fra de britiske øer.